# Вестејвија Хилс (Алабама)
Вестејвија Хилс (енгл. Vestavia Hills) град је у америчкој савезној држави Алабама. По попису становништва из 2010. у њему је живело 34.033 становника.

## Демографија
Према попису становништва из 2010. у граду је живело 34.033 становника, што је 9.557 (39,0%) становника више него 2000. године.
| Група             | 2000.          | 2010.          |
| Белци             | 22.892 (93,5%) | 30.245 (88,9%) |
| Афроамериканци    | 454 (1,9%)     | 1.279 (3,8%)   |
| Азијати           | 604 (2,5%)     | 1.304 (3,8%)   |
| Хиспаноамериканци | 334 (1,4%)     | 835 (2,5%)     |
| Укупно            | 24.476         | 34.033         |